# 台灣杓蘭
（學名：Cypripedium formosanum），俗稱一點紅，是一種杓蘭屬（或稱喜普鞋蘭屬）的植物，分佈於台灣海拔2000至3000公尺的高山地區，屬於台灣特有種植物。
台灣杓蘭最早是由早田文藏在1916年於合歡山地區發現而命名。因外型相似，曾被當作是日本杓蘭的變種，直到1997年才重新在分類學上被獨立為一個種。
台灣杓蘭已於2004年由世界自然保護聯盟瀕危物種紅色名錄列為瀕危物種。

## 外部連結
- 维基共享资源上的相關多媒體資源：台湾喜普鞋兰
- 維基物種上的相關：台湾喜普鞋兰
- 台灣喜普鞋蘭 （页面存档备份，存于） -  台灣多樣性知識網「台灣花卉群譜 > 台灣特有植物」
- 點紅 （页面存档备份，存于）於山羊百科